# Houquetot
Houquetot ist eine französische Gemeinde mit 341 Einwohnern (Stand 1. Januar 2022) im Département Seine-Maritime in der Region Normandie (vor 2016 Haute-Normandie). Sie gehört zum Arrondissement Le Havre und zum Kanton Saint-Romain-de-Colbosc (bis 2015 Goderville). Die Einwohner werden Houquetotais genannt.

## Geographie
Houquetot liegt etwa 26 Kilometer nordöstlich von Le Havre in der Pays de Caux. Umgeben wird Houquetot von den Nachbargemeinden Manneville-la-Goupil im Norden und Nordwesten, Bréauté im Norden und Osten, Beuzeville-la-Grenier im Südosten, Parc-d’Anxtot im Süden sowie Virville im Nordwesten.

## Bevölkerungsentwicklung
| Jahr                      | 1962 | 1968 | 1975 | 1982 | 1990 | 1999 | 2006 | 2013 |
| Einwohner                 | 235  | 203  | 168  | 226  | 268  | 289  | 287  | 359  |
| Quelle: Cassini und INSEE |      |      |      |      |      |      |      |      |

## Sehenswürdigkeiten
- Kirche Saint-Aubin, ursprünglich aus dem 11. Jahrhundert, heutiger Bau aus dem 19. Jahrhundert